# Ekengårds Maskinfabrik AB
Ekengårds Maskinfabrik AB i Ysane, Sölvesborgs kommun var en tillverkare av jordbruksmaskiner under åren 1939–1990. 
Företaget grundades år 1939 av Sven Bertil Nelson under namnet Ekengårds Vagnfabrik och tillverkade utrustning för att sätta, ta upp och transportera potatis. År 1951 ändrades företaget till aktiebolag och bytte namn till Ekengårds Maskinfabrik AB. Företaget hade en stark marknadsroll i Sverige in på 1970-talet men blev sedan efterhand utkonkurrerat för att slutligen upphöra med verksamheten år 1990. 
Ekengårds hade länge en logotyp som var ett runt märke, gul botten, svart text E med en krona över. På slutet ett ovalt märke med texten Ekengårds och kronan över, med gul botten och svart text.
Idag lever varumärket delvis vidare i firman Juko Ekengårds AB, också den belägen i Sölvesborgs kommun men inte på samma plats som Maskinfabriken.